# Tramwaje w Limoges

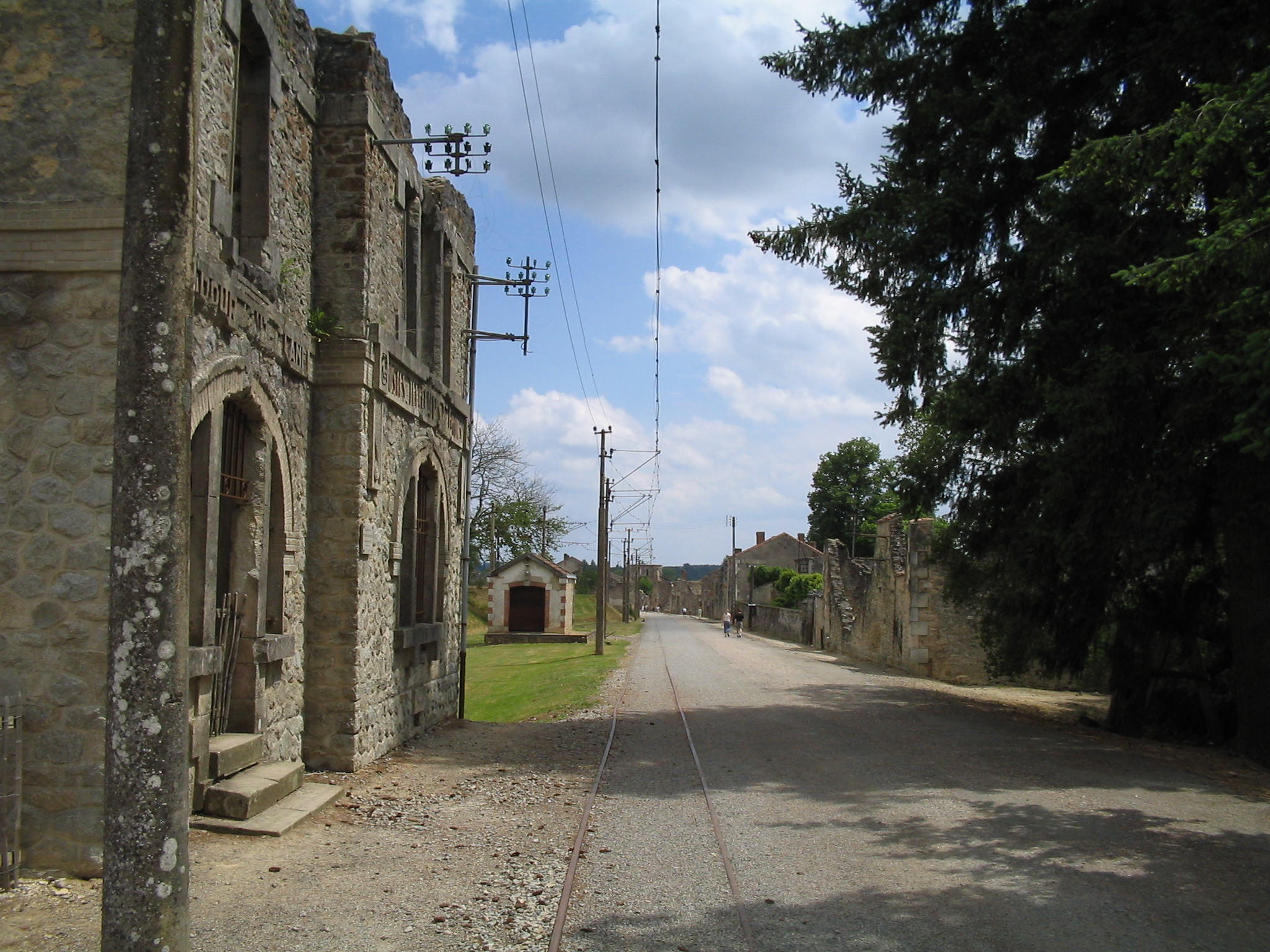
Zachowany odcinek jednej z linii w Oradour-sur-Glane

Tramwaje w Limoges − zlikwidowany system komunikacji tramwajowej we francuskim mieście Limoges, działający w latach 1897−1951.

## Historia
W Limoges planowano budowę 5 linii:
- 1: Place Sadi-Carnot – Faubourg du Pont Neuf
- 2: Place Sadi-Carnot – Octroi de l'avenue Baudin
- 3: Place Sadi-Carnot – Cimetière de Louyat
- 4: Gare des Bénédictins – Faubourg Montjovis
- 5: Gare des Bénédictins – Ecole Normale d'Institutrices

Budowę sieci zrealizowano w 13 miesięcy. System tramwajowy w Limoges uruchomiono 6 czerwca 1897. Tego dnia uruchomiono linie nr 2 i 5. Linię nr 3 uruchomiono 22 czerwca, linię nr 1 19 lipca, a ostatnią linię nr 4 uruchomiono 1 września. Siecią zarządzała spółka Compagnie des Tramways Electriques de Limoges (CTEL). Początkowo sieć tramwajową obsługiwało 25 wagonów silnikowych i 6 doczepnych. W 1900 i 1903 nieznacznie rozbudowano sieć. W 1903 w mieście było 17,8 km tras. W 1908 zbudowano sieć linii podmiejskich obsługiwanych przez spółkę Chemin de Fer Départementaux de la Haute-Vienne (CDHV). W 1928 system tramwajowy osiągnął swój szczyt, wówczas było 6 linii tramwajowych:
- 1: Place Sadi-Carnot – Route de Lyon
- 2: Place Sadi-Carnot – Octroi de l'avenue Baudin
- 3: place Sadi-Carnot – Cimetière de Louyat
- 4: Avenue Labussière – Faubourg des Casseaux
- 5: Gare des Bénédictins – Ancienne Route d'Aixe
- 6: Route d'Ambazac – Faubourg d'Angoulême

W 1935 spóła CTTEL wystąpiła z propozycją zastąpienia linii nr 2, 3, 4 i 5 liniami trolejbusowymi. Do 1938 opracowano plan zastąpienia tramwajów komunikacją trolejbusową. W lipcu 1943 zastąpiono pierwszą linię tramwajową nr 2. 20 października 1943 zastąpiono linię nr 3. Ostatecznie sieć tramwajów miejskich zlikwidowano 2 marca 1951, a sieć tramwajów podmiejskich zlikwidowano w 1950. 